# Sol de Mayo
El Sol de Mayo, también llamado Sol incaico, es uno de los emblemas nacionales argentinos, uruguayos, y ecuatorianos presente en sus banderas y escudos. Está también presente en diversas banderas históricas y escudos estatales y militares del Perú, así como en la bandera de la Primera República filipina.
Fue creado por el grabador cuzqueño de origen peruano, Juan de Dios Rivera Túpac-Amaru (1760-1843).Según el historiador Diego Abad de Santillán, se trata de una representación del dios solar inca, Inti. La versión que figuraba en la primera moneda argentina y en su actual bandera contiene dieciséis rayos rectos y dieciséis rayos flamígeros (32 en total) intercalados que salen de un sol con rostro humano. Mientras que la versión que utiliza la bandera de Uruguay cuenta con ocho rayos rectos y ocho flamígeros, también intercalados.
La denominación «de Mayo» hace referencia a la Revolución de Mayo, ocurrida en la semana del 18 al 25 de mayo de 1810, y que marcó el inicio del proceso de independencia de España de los actuales países que en ese momento formaban el Virreinato del Río de La Plata.
Este emblema se presenta en diferentes símbolos de provincias, departamentos y ciudades de Sudamérica.

## Historia

### El emblema del Sol de Mayo
El primer uso de este símbolo en las Provincias Unidas del Río de la Plata corresponde a 1813; en ese año se reunió la Soberana Asamblea General Constituyente cuyo sello exhibía un sol naciente y que estableció la imagen del mismo sol, pleno, con treinta y dos rayos, en la cara de la primera moneda emitida por las provincias. El sello se convertiría en el actual Escudo Nacional Argentino y el sol figurado en la moneda, en el llamado Sol de Mayo.
En 1816, declarada la Independencia, se sancionó oficialmente la bandera creada por Manuel Belgrano cuatro años antes. Dicha enseña carecía de símbolos porque se esperaba a establecer la forma de gobierno, monarquía o república, para decidir cual se usaría. En 1818, el diputado al Congreso, Luis José de Chorroarín, propuso que  «... fuese distintivo peculiar de la bandera de guerra, un sol pintado en medio de ella». Aceptada la propuesta, se incorporó la imagen del Sol de Mayo tal como se había diseñado para la moneda; identidad que aparece incluso en la documentación oficial.
El símbolo era de uso común en el período revolucionario y aparecía tanto en imágenes como en textos poéticos o proclamas independentistas, de este modo se difundió a otras regiones de América del Sur, en especial al Perú, llevado por el Ejército Libertador.
Al proclamarse como estado independiente en 1828, la antigua Provincia Oriental tomó para su propia bandera una versión del Sol de Mayo con menor número de rayos, el cual sigue presente en la bandera oficial de la República Oriental del Uruguay.
Durante los siglos XIX y XX, hasta 1985, la bandera argentina con el Sol en el centro fue de uso exclusivo del Estado y prohibido para los ciudadanos, quienes podían utilizar solamente la bandera sin el Sol. A partir del final de la Dictadura militar (1976-1983) se permitió el uso de la bandera con el símbolo del Sol de mayo a todos los habitantes de la Argentina.

### Origen

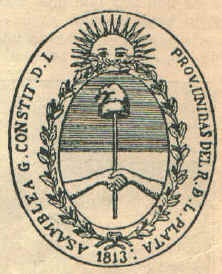
Facsímil del sello de la Asamblea del Año XIII, donde aparece el Sol de Mayo naciente.

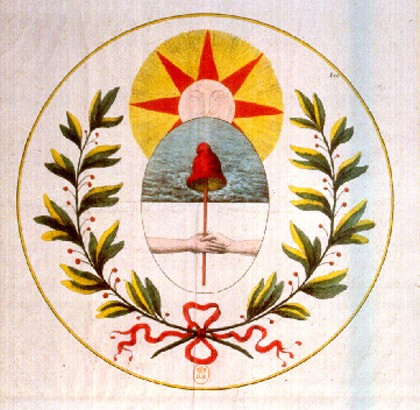
Escudo en un salvoconducto usado por miembros de un club revolucionario francés para acceder a la Asamblea Legislativa entre 1790 y 1793.

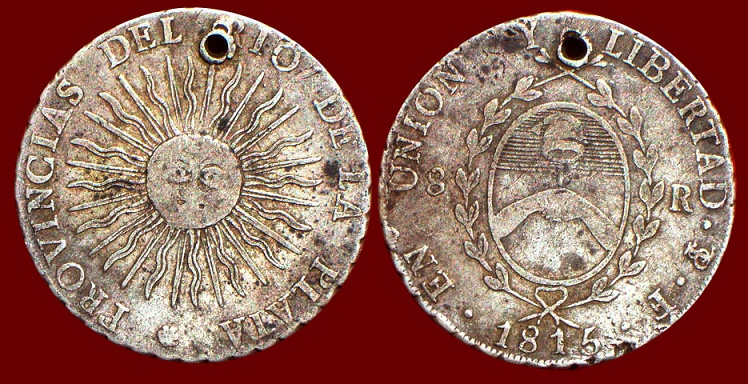
Moneda argentina acuñada en la Casa de Moneda de Potosí, 1815 con la imagen del Sol de Mayo que, tres años después, se incorporó a la Bandera Nacional.

El origen del Sol de Mayo es impreciso. La versión más divulgada, popularizada por la obra de Abad de Santillán, es que se trata de la imagen del dios incaico Inti, representado por el sol. El sello de la Asamblea del Año XIII, antecedente del actual escudo nacional argentino, presenta un Sol de Mayo naciente y fue realizado por un grabador cusqueño de origen mestizo, Juan de Dios Rivera Túpac-Amaru (1760-1843). Numerosos historiadores concluyen que el propio Rivera fue también el diseñador del emblema, que aparece de manera completa en la moneda argentina de 8 reales. Durante el período revolucionario abundaron las alusiones al desaparecido Imperio Inca, cuyo símbolo más difundido era el Sol, e incluso se propuso la coronación de un descendiente de los incas como soberano de las Provincias Unidas, por ello se suele asociar la imagen del Sol con el dios supremo del Tahuantinsuyo. No hay, sin embargo, evidencia de estos asertos, no consta que el Inca Rivera diseñara el sello, muy parecido a un salvoconducto jacobino de la Revolución Francesa, ni se menciona la relación entre el símbolo solar y la propuesta de monarquía incaica.

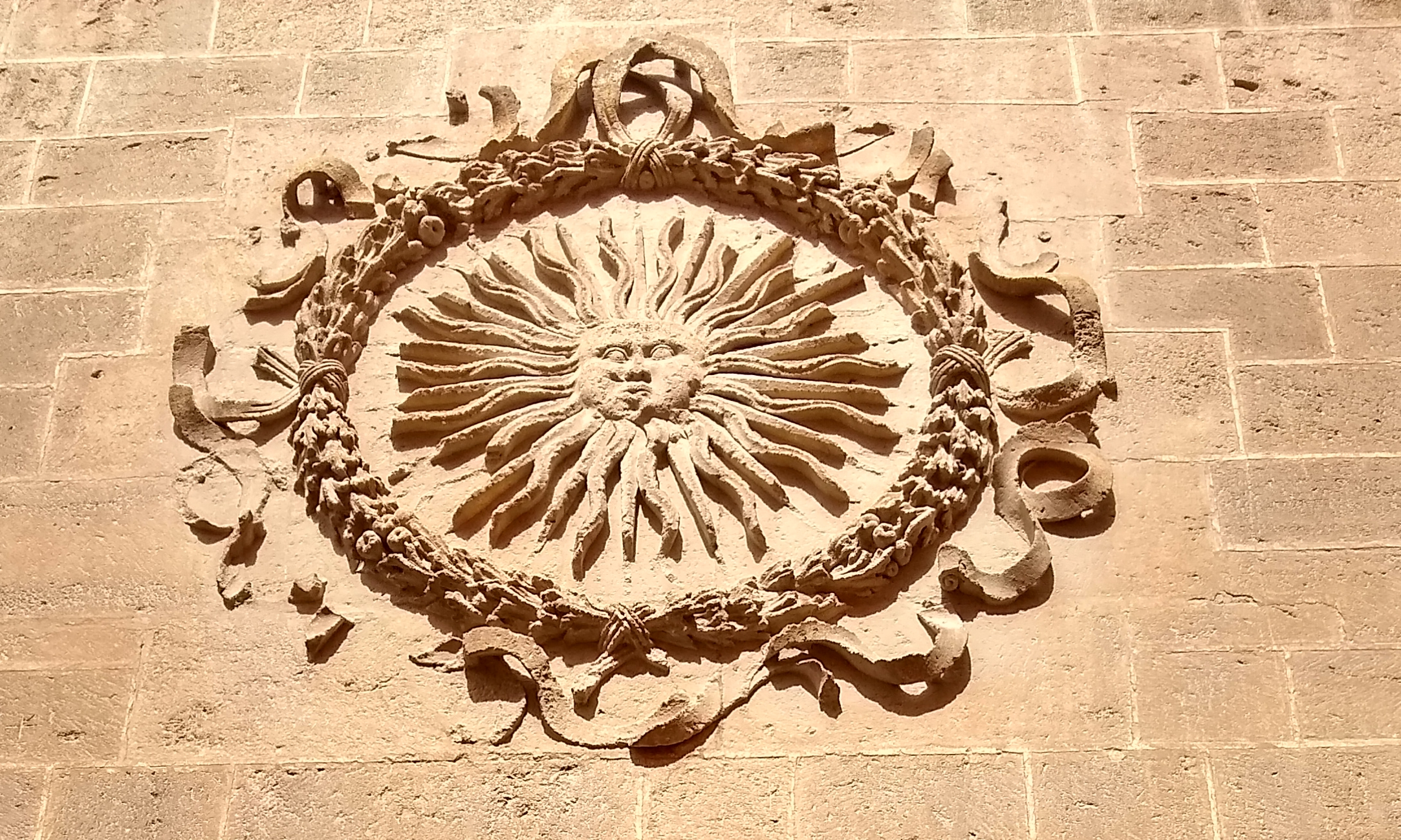
Sol llamado "de Portocarrero",. Catedral de Almería. Andalucía, España.

Otros autores han sugerido que este Sol se basa en la heráldica europea, argumentando su presencia en el mencionado salvoconducto y en representaciones más antiguas del Viejo Mundo. Se trata, en este caso, del llamado «Sol en esplendor», presente en numerosas armas señoriales y episcopales europeas, entre ellas el Sol llamado «de Portocarrero» de la Catedral de Almería. También se ha especulado con un origen masónico.
En cuanto al epíteto «de Mayo», fue usado a finales del siglo XIX para indicar la relación poética entre este emblema y la Revolución de Mayo de 1810, durante la cual, según una tradición a menudo impugnada, apareció un sol radiante después de la lluvia.

## Banderas

### Banderas nacionales actuales

Bandera de Argentina
Bandera de Uruguay
Bandera del Ecuador

### Banderas históricas

Bandera de Uruguay  (1828-1830)
Bandera donada por Belgrano al cabildo de Jujuy. Actual bandera de la provincia de Jujuy.
Primera bandera de la Confederación Argentina
Segunda bandera de la Confederación Argentina
Propuesta de bandera naval de Argentina (1818), nunca confeccionada
Bandera del Estado del Ecuador
Bandera de la Confederación Perú-Boliviana
Bandera del Estado Sud-Peruano
Bandera del regimiento "Independientes de Tacna" (Guillermo Miller, 1820 o 1821)
Bandera del Perú (1822)
Bandera del Perú (1822-1825)
Bandera del Estado Oriental usada por las fuerzas del Partido Nacional hasta 1850
Bandera utilizada por los colorados de Fructuoso Rivera durante la Guerra Grande
Bandera de la Marina de Guerra del Perú
Bandera del Ejército del Perú
Bandera naval de Uruguay
Estandarte presidencial de Argentina (en el mar)
Bandera de la Primera República filipina
Bandera de la Hispanidad

## Escudos

Escudo de la República Argentina
Escudo del Ecuador
Escudo de la República Oriental del Uruguay
Escudo del Estado Sud-Peruano.
Escudo de la Provincia de Jujuy.
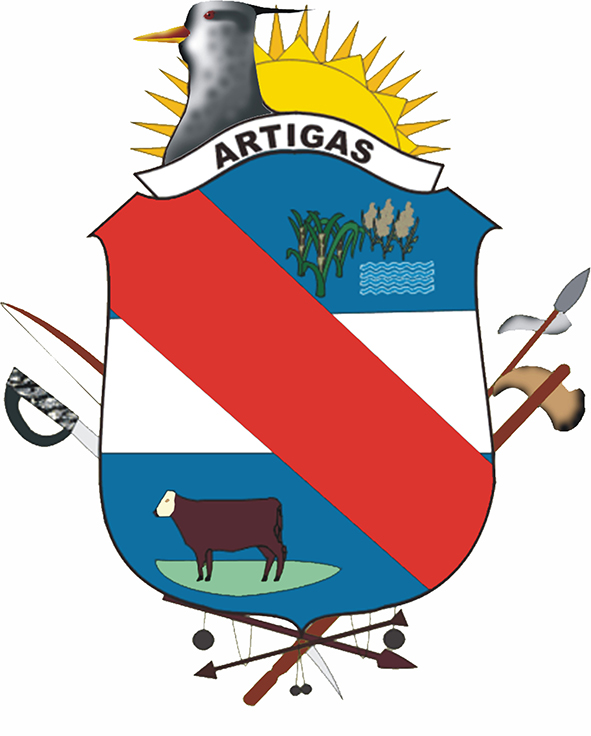
Escudo del Departamento de Artigas
Escudo de la Provincia de Coronel Portillo
Escudo del Ejército Argentino.
Escudo de la Armada Argentina.
Escudo de la Fuerza Aérea Argentina.
Escudo del Ejército del Perú.
Escudo de la Marina de Guerra del Perú.
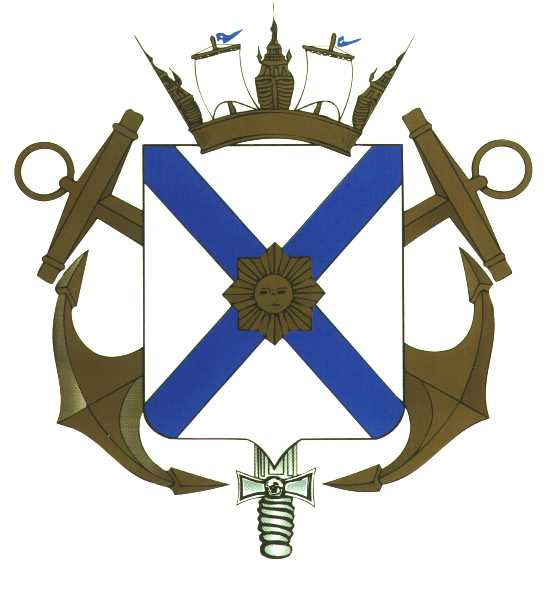
Escudo de la Armada Nacional del Uruguay.
Escudo de la Primera República Filipina.
Escudo del departamento del Valle del Cauca
Escudo de Guadalajara de Buga, Valle del Cauca
Escudo de Cartago, Valle del Cauca
Escudo de Soacha, Cundinamarca
Escudo de Sogamoso, Boyacá
Escudo de Popayán
Escudo del departamento del Chocó

## Escarapelas

Escarapela de la Aviación Naval Uruguaya.

## Condecoraciones

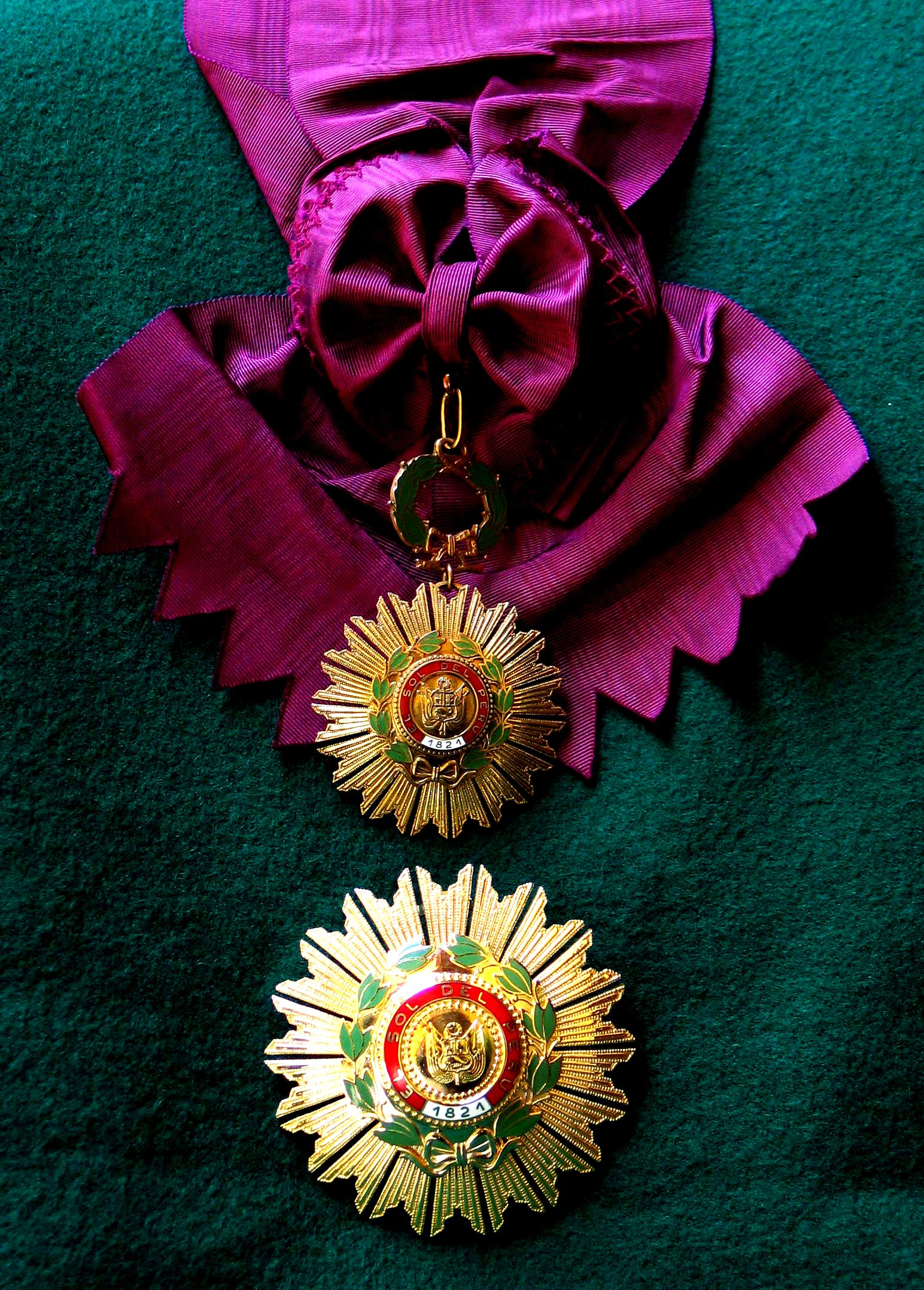
Orden El Sol del Perú, la más antigua de las Américas, fue creada por José de San Martín en 1821.
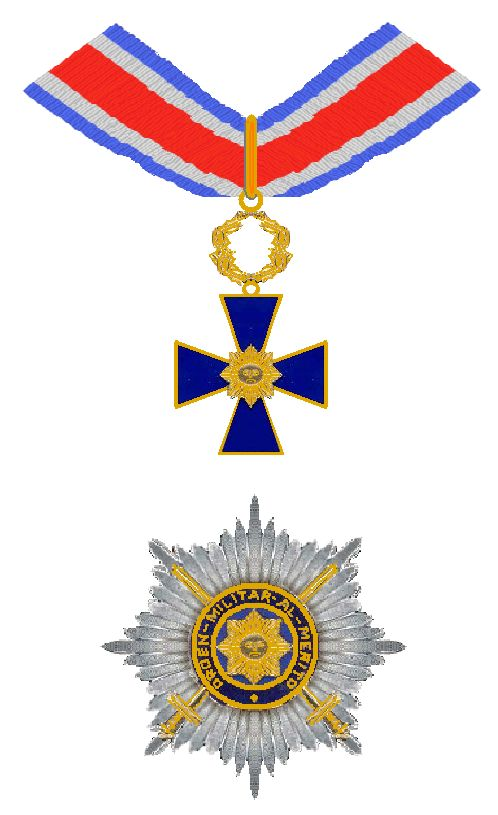
Órdenes Militares al Mérito del Ejército Nacional de Uruguay.

## Monedas

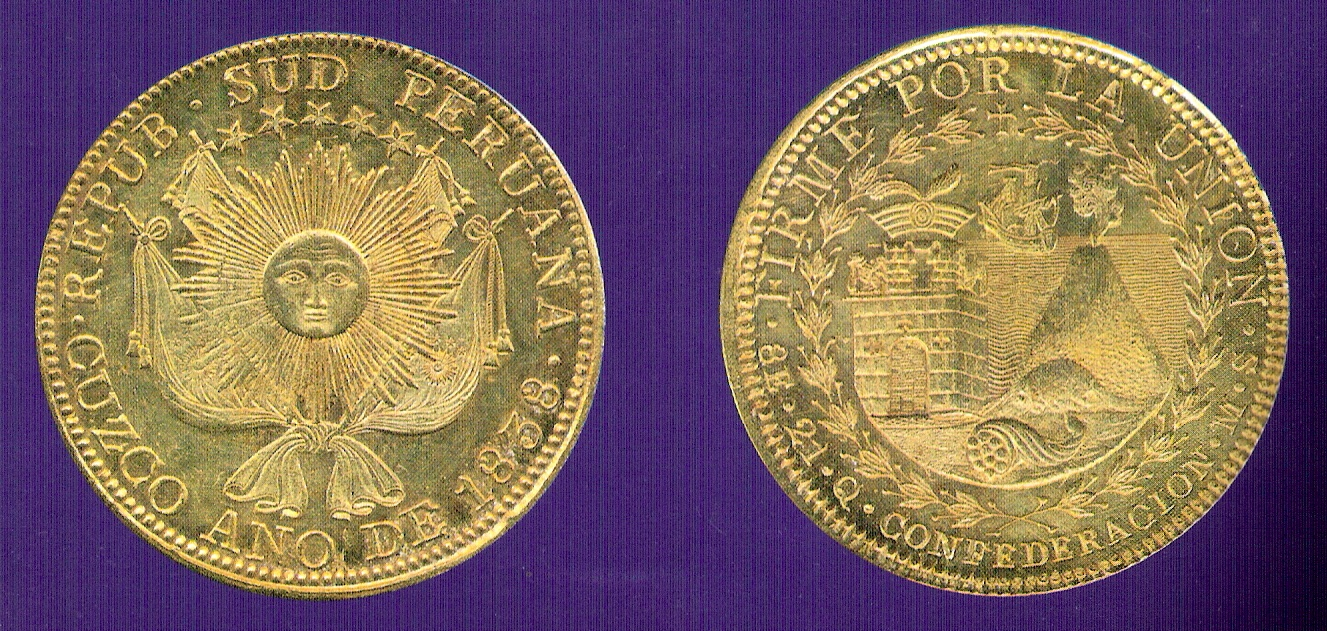
Moneda de 8 escudos del Estado Sud-Peruano.
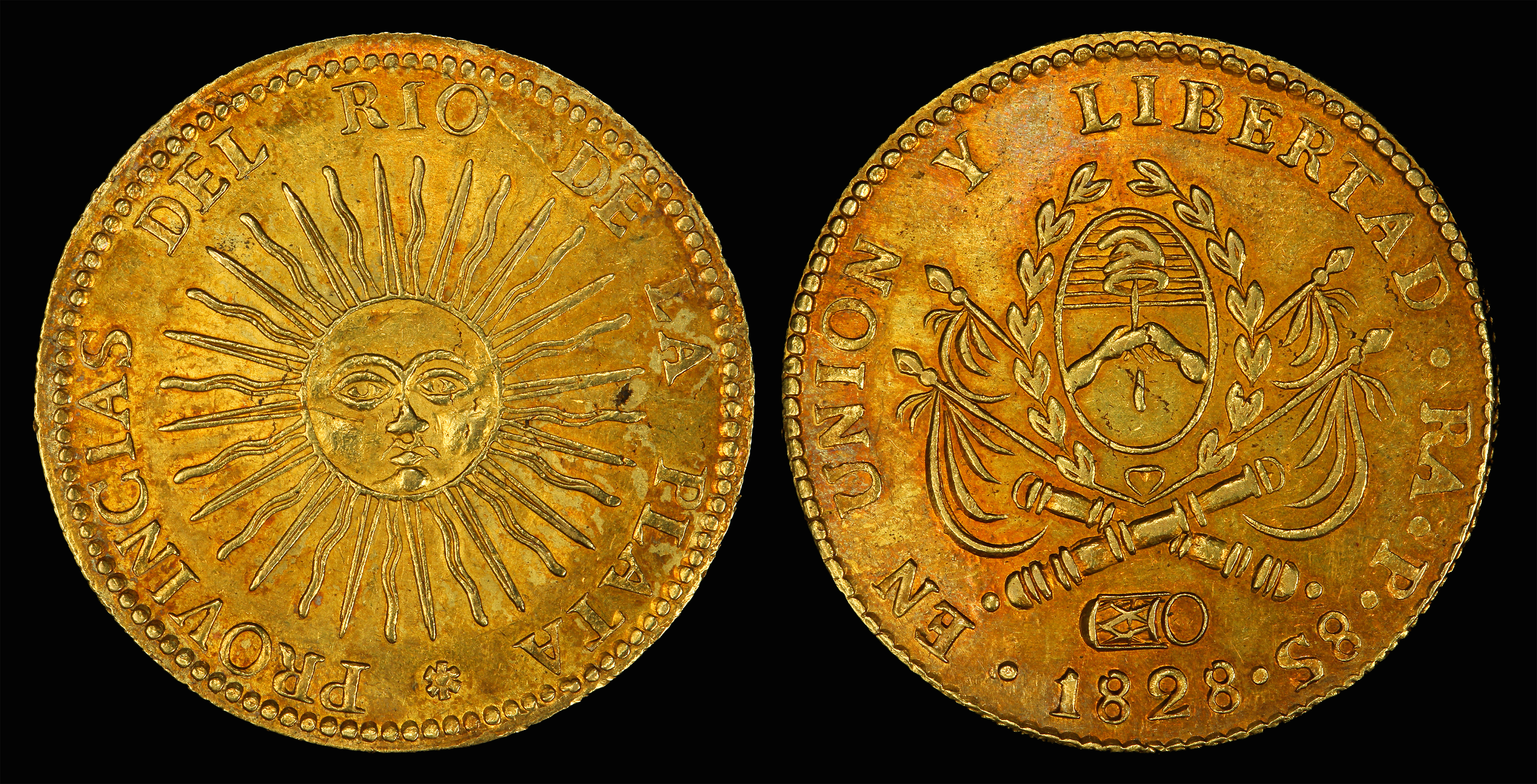
(Izquierda) Moneda de Argentina